# Zwischennutzung
Der Begriff der Zwischennutzung bezeichnet eine zeitlich befristete Nutzung baulicher Anlagen, die eine häufig nicht rein ökonomisch orientierte Übergangsnutzung für zurzeit nicht genutzte Räume oder Flächen zu nicht marktüblichen Konditionen darstellt und funktioniert nach dem Prinzip „Günstiger Raum gegen befristete Nutzung“ bzw. Bewachung durch Bewohnung .
Die Stärke der Zwischennutzung liegt in ihrem symbiotischen Charakter für Nutzer, Eigentümer und Stadtentwickler. Zwischennutzungen stellen für die Zwischennutzer als Akteure eine Strategie zur Verwirklichung ihrer Ideen dar, während sie für den Eigentümer eine Möglichkeit zur befristeten Beseitigung von Leerstand und Vermeidung von Schäden durch Vandalismus bedeuten kann. Durch die Anwesenheit eines Nutzers werden einerseits die Räume im Sinne des Eigentümers teilweise bewirtschaftet sowie eine Beaufsichtigung der baulichen Anlagen erreicht, um sie vor Zerstörung zu schützen.

## Definition
Zwischennutzungen sind befristete, flexible Nutzungen von brachgefallenen Flächen, die mit geringen Investitionen durchgeführt werden können. Seit Anfang des neuen Jahrtausends werden Zwischennutzungen nicht mehr nur als spontane, informelle und kreative Aktionen gewertet, sondern die positiven Effekte von Zwischennutzungen erfahren im Kontext von Stadtentwicklung eine neue Wertschätzung. Diese schlägt sich sowohl in der Modifizierung planungsrechtlicher Grundlagen als auch in der öffentlichen Wahrnehmung sowie der Professionalisierung von Vermittelnden und Zwischennutzenden selbst nieder. Zumeist kurzfristig eingesetzte Haushüter fallen nicht unter diese Definition, da selbige sich hauptberuflich um das Objekt kümmern.

## Hintergrund
Städte sind dynamische Konstrukte und unterliegen einem ständigen Wandel, der von ökonomischen, kulturellen und sozialen Faktoren beeinflusst wird. Dadurch steigt oder sinkt auch die Nachfrage und Attraktivität von bestimmten Flächen.
In den 1970er Jahren wurden zum Beispiel in fast allen Städten ganze Stadtteile als riesige Bürozentren neu gebaut (wie in Hamburg City-Nord) in Erwartung der hohen Nachfrage nach Großraumbüros durch den wachsenden Dienstleistungssektor.
Outsourcing und Rationalisierungsmaßnahmen in den folgenden Jahrzehnten haben aber viele Unternehmen wieder schrumpfen lassen. Heute stehen diese Bürokomplexe oftmals leer. Im Einzelhandelsbereich haben der Trend zur Shopping Mall und die wachsenden Flächenansprüche der immer dominanter werdenden international oder global agierenden Filialen dafür gesorgt, dass Gewerbeeinheiten im gründerzeitlichen Altbau oder Einzelhandelsflächen mit geringer Größe seit den 1990er Jahren vermehrt leer stehen. Teilweise sterben sogar ganze Innenstädte aus, weil der Einzelhandel in attraktivere Flächen abwandert. Gerade in Regionen, die strukturell schwach entwickelt sind und mit starken demografischen Abwanderungsbewegungen zu kämpfen haben, fallen viele Flächen brach. Dazu zählen vor allem die ostdeutschen Regionen, aber auch Nordhessen oder das Ruhrgebiet.

## Geeignete Standorte und Nutzungsarten
Je nach Brachflächen ergeben sich für Zwischennutzungen im Rahmen von Konversionen unterschiedliche Rahmenbedingungen. Das Bundesamt für Bauwesen und Raumordnung (BBSR) unterscheidet folgende Standorttypen:
- Reserve- und Stadtentwicklungsflächen
- Industrie-, Militär- und Infrastrukturflächen
- Rückbauflächen im Geschosswohnungsbau
- Baulücken
- Ladenlokale und Kaufhäuser
- Öffentliche Gebäude und Bürogebäude
- Wohngebäude

Rahmenbedingungen für Zwischennutzungen hängen dabei von der Art des Eigentümers (öffentliche Hand, Genossenschaften, Immobilienfonds, Privateigentümer, Erbengesellschaften…), von der gewünschten oder geplanten Nachnutzung, von dem Verwertungsdruck auf die Fläche, von dem Zustand der Fläche/des Gebäudes ab.
Typische Zwischennutzungen solcher Standorte laut BBR:
- Gärten und Grabeland
- Öffentliche Grünfläche
- Sportanlagen
- Kunst und Kultur
- Gastronomie und Clubs
- Büros und Läden
- Soziale Einrichtungen
- Temporäres Wohnen
- Gewerbliche Nutzungen wie Märkte, Parkplätze

Typische Zwischennutzer sind demnach laut BBSR:
- Soziale Initiativen und Vereine, Kinder- und Jugendarbeit
- Bewohner/Mieter/Nachbarn einer Fläche, eines Stadtteils
- Existenzgründer
- Kreative, Künstler, Veranstalter
- Soziokulturelle Gruppen

## Ziele und Interessen von Eigentümern und Nutzern
Zwischennutzungen müssen zwischen zwei Akteursgruppen ausgehandelt werden. Das geschieht entweder direkt im persönlichen Kontakt oder mit Unterstützung von Kommunen oder intermediären Organisationen als „Kümmerer“, die sich auf die Vermittlung von Zwischennutzungen spezialisiert haben.
- Nutzende: suchen günstige Flächen, um auf unbürokratischem Weg und mit einem geringen Risiko ihre Ideen zu erproben.
- Eigentümer: legen Wert auf wenig Verwaltungsarbeit, auf Rendite und unaufwändige Pflege und Instandhaltung bzw. Schutz vor Verwahrlosung und Besetzung ihrer Flächen bzw. Einheiten.

Die Vorteile von Zwischennutzungen für brachgefallene Flächen sind somit:
- Flächen können innovativ genutzt und dadurch instand gehalten und vor Vandalismus geschützt werden, ein Werterhalt bis zur Wertsteigerung der Fläche kann so erreicht werden.
- Der Eigentümer verzichtet damit auf allzu hohe Rendite, der Nutzer dagegen auf mittel- bis langfristige Planung- und Standortsicherheit.

## Zwischennutzung und Stadtentwicklung
Eine Stadtgesellschaft besteht aus divergenten Zielgruppen mit unterschiedlichen Zielen. Ob dabei ökonomische, soziale oder kulturelle Werte und Interessen im Vordergrund stehen, letztendlich geht es in der Stadtentwicklung und Stadtgesellschaft darum, lebenswerte Quartiere zu schaffen. Dieses geschieht in einem ständigen Aushandlungsprozess der unterschiedlichen Zielgruppen. Zwischennutzungen sind dabei eine Möglichkeit, Freiräume und Ideen zu erproben.

### Potenzial
Zwischennutzungen haben verschiedene Effekte auf die Stadtentwicklung.
- Zwischennutzungen fördern Partizipation und Auseinandersetzung mit Stadtentwicklungsprozessen, in Zwischennutzungen werden oftmals Ideen verwirklicht, die aus konkreten Bedarfen von Anwohnenden/Akteuren entstehen und damit bürgerschaftliches Engagement, demokratische Teilhabe und Übernahme von Verantwortung fördern. Gleichzeitig können Zwischennutzungen so integrativ wirken und Nachbarschaften erzeugen.
- Zwischennutzungen haben eine symbolische Ebene, sie können das Image von Flächen bzw.

Gebäuden positiv verändern und diese zu ökonomisch innovativen oder kulturell attraktiven Orten machen. Gerade in Stadtteilen mit besonderem Entwicklungsbedarf spielen solche Faktoren eine wichtige Rolle, denn strukturelle Probleme können nur langfristig bewältigt werden. Attraktive Zwischennutzungen schaffen hier Lebensqualität und positive öffentliche Wahrnehmung im und für das Quartier.
- Zwischennutzungen haben auch einen ökonomischen Charakter, gerade wenn dadurch neue Arbeitsplätze geschaffen werden, weil Menschen den Sprung in die Selbstständigkeit wagen oder weil sie für eine Belebung der umliegenden Straßen/ Läden sorgen können durch erhöhten Publikumsverkehr.
- Zwischennutzungen können eine nachhaltige Stadtentwicklung fördern, durch ihren integrativen Charakter, durch ihre Verwurzelung im realen Bedarf und vor allem auch durch die Chance zur Verstetigung der Probenutzungen, das heißt, wenn Ideen aus Zwischennutzungen so erfolgreich sind, dass sie zu Dauernutzungen werden können.

### Risiken
Zwischennutzungen sollen sowohl für Eigentümer als auch für Nutzende einen Nutzen haben. Ob dieser Nutzen über symbolische oder monetäre Werte erzeugt wird, hängt von der individuellen Aushandlung der Bedingungen zur Zwischennutzung einer Fläche bzw. eines Gebäudes ab. Es gibt viele Möglichkeiten, Zwischennutzungen vertraglich zu regeln und damit das Risiko für Nutzende und Eigentümer so gering wie möglich zu halten. Das betrifft vor allem Kündigungsfristen und Nutzungszeiträume, Mietkonditionen und Betriebskosten, Versicherungsfragen, Haftung, Räumung, Verkehrssicherungspflicht usw.
Eine klare Kommunikation und gegenseitige Zieldefinition ist hier wichtig.

### Schwierigkeiten bei der Umsetzung von Zwischennutzungen
Nichtsdestotrotz tauchen oft baurechtliche oder verfahrenstechnische Schwierigkeiten bei der Umsetzung von Zwischennutzungen auf.
- Baurecht: Zwischennutzungen basieren oft auf Ausnahme- oder Befreiungsregelungen, das heißt, ein guter Draht zur kommunalen Verwaltung ist oft entscheidend für die Bewilligung.
- Vertragsrecht: ohne Vertrag ist es schwer, Rechte und Pflichten und Versprechungen einzufordern. Eine vertragliche Absicherung erhöht zwar den bürokratischen Aufwand, minimiert aber auch das Risiko.
- Ökonomisch: Eigentümer müssen oftmals erst mit der Erkenntnis zurechtkommen, dass ihre Flächen zurzeit den früheren Verkehrs- bzw. Bodenwert verloren haben. Renditeerwartungen liegen daher oft höher als angemessen.
- Verfahrenstechnisch: Die Kontaktherstellung zum Eigentümer kann sich als schwer erweisen, auch hier ist die Kooperation von und mit den betreffenden Kommunen zielführend, teilweise können soziale oder kulturelle Zwischennutzungen über Fördergelder finanziert werden, auch hier gestaltet sich der Verfahrensablauf unter Umständen etwas aufwändiger

## Praxisbeispiele
Die vielfältigen praktischen Umsetzungen von Zwischennutzungen haben dafür gesorgt, dass das Thema in den letzten Jahren wachsende Anerkennung nicht nur in der Forschung gefunden hat. 2004 wurde bereits das Baugesetzbuch (BauGB) novelliert (§ 9, Abs. 2, „Bauen auf Zeit“), die Handlungspraxis wird durch eine Professionalisierung über intermediäre Organisationen, über die automatische Qualifizierung von Zwischennutzern in eigener Sache sowie gute Beispiele erleichtert.
Eine gute Übersicht über Praxisbeispiele bietet die Plattform zwischennutzung.net sowie ausgewählte Praxisbeispiele der Reader aus dem ExWoSt-Forschungsprojekt zu Zwischennutzungen.

## Auszeichnung
Das von der Freien Hansestadt Bremen geförderte Planerprojekt ZZZ – ZwischenZeitZentrale Bremen wurde im Jahr 2016 vom Rat für Nachhaltige Entwicklung mit dem Qualitätssiegel „Werkstatt N-Projekt“ ausgezeichnet.

## Zwischennutzung in den Niederlanden
Antikraak ist der niederländische Name für ein Konzept der temporären Nutzung von leerstehenden Immobilien. Kraak bedeutet auf Deutsch Aufbruch oder Einbruch. Leerstehende Immobilien wurden dabei ursprünglich von Bewohnern oder Nutzern „bewacht“, um zu verhindern, dass die Immobilie besetzt wird. Seitdem Hausbesetzungen in den Niederlanden durch die Einführung neuer Straftatbestände im Jahr 2010 härter bestraft werden, spielt das Verhindern von Schäden, z. B. durch Vandalismus oder Regenwasser, eine größere Rolle.
In den Niederlanden werden Personen, die temporär eine Immobilie nutzen oder bewohnen, Antikraker genannt. Im deutschen Sprachraum finden sich die Bezeichnungen Haushüter und Hauswächter. Als Haushüter werden dabei überwiegend Personen bezeichnet, die eine bewohnte oder genutzte Immobilie bis zu einigen Monaten nutzen, während der Hauptbewohner abwesend ist. Im Gegensatz zu Antikraak in den Niederlanden, oder Hauswächtern, übernehmen Haushüter oft zusätzliche Dienstleistungen, wie das Betreuen von Tieren und das Gießen von Pflanzen. Hauswächter dagegen sind meist Personen, die eine leerstehende und geräumte Immobilie für mehrere Monate bis Jahre nutzen.
Typisch sowohl für niederländische Antikraker, aber auch für Hauswächter und Haushüter in Deutschland oder der Schweiz ist, dass sie üblicherweise über keinen regelhaften Mietvertrag verfügen und von typischen Mietrechten, wie dem Schutz vor einer grundlosen Kündigung, ausgenommen sind. Die Kündigungsfristen sind meist deutlich kürzer als bei regulären Mietverträgen und betragen in den Niederlanden üblicherweise 14 Tage. In den Niederlanden ist die Nutzung der Immobilie durch Antikraker zu Wohnzwecken regelmäßig vorgesehen. In Deutschland wird das Wohnen in „gehüteten“ Immobilien üblicherweise nur für wenige Tage bis Monate gestattet. In mehrmonatig oder mehrjährig „bewachten“ Häusern wird es dagegen oft nur geduldet. Als Ausgleich für diese Benachteiligung gegenüber regulären Mietern zahlen Antikraker, Haushüter und Hauswächter eine Gebühr für die Überlassung der Immobilie, die meist deutlich niedriger ist als die Miete für ein vergleichbares Objekt auf dem freien Markt. Niederländische Antikraak-Firmen versuchen außerdem oft, im Fall einer Kündigung Ersatz zu finden.
Wurde Antikraak in den Niederlanden ursprünglich durch Eigentümer selbst organisiert, gibt es heute eine Vielzahl an Unternehmen und anderen Organisationen, die sich auf das Vermitteln von temporären Nutzern leerstehender Immobilien spezialisiert haben. Beispiele sind Camelot BV, Bureau voor Tijdelijke Bewoning B.V., in Deutschland HomeSitting-Service Bochum und der Verein Haushalten e. V. Auch Stadtverwaltungen (vor allem in den Niederlanden), kommunale Wohnungsbaugesellschaften und einzelne Eigentümer sind regelmäßig Initiatoren einer Zwischennutzung.
Aus der niederländischen Hausbesetzerszene heraus wird das Konzept Antikraak immer wieder kritisiert und werden Antikraker mit Streikbrechern verglichen. Außerdem wird oft die Meinung geäußert, dass Antikraker das Problem von leerstehenden Wohnhäusern in dicht besiedelten Innenstädten fördern, da temporär genutzte Häuser dem regulären Wohnungsmarkt nicht zur Verfügung stehen. Antikraak-Firmen erwidern darauf oft, dass das Bedürfnis nach Wohnraum durch Antikraak gerade bedient wird.
Kritiker befürchten außerdem, dass der Stand von Mietrechten, wie der Schutz vor einer grundlosen Kündigung und eine angemessene Kündigungsfrist, durch Antikraak geschwächt wird. Sie führen ebenfalls an, dass Antikraker viele Restriktionen in Kauf nehmen müssen, wie das Verbot, Haustiere zu halten, Übernachtungsgäste zu beherbergen, Besuch zu empfangen und das Ausrichten von privaten Feierlichkeiten. Dass Antikraak-Immobilien oft unangekündigt durch Eigentümer und Mitarbeiter der Antikraak-Firma besichtigt werden, führt zu Einschränkungen in der Privatsphäre des Antikrakers. Oft bemängelt wird auch, dass hohe, nicht näher spezifizierte Administrationskosten in Rechnung gestellt werden. Die durch den Antikraker tatsächlich gezahlte Gebühr übersteigt die Neben- und Verbrauchskosten damit häufig deutlich, obwohl nach niederländischem Recht für Antikraak keine Miete gezahlt werden darf.
Der Woonbond, als eine der größten Mietervereinigungen der Niederlande, sieht Antikraak kontrovers. Die Stadtverwaltung Amsterdam hat 2011 eine Anlaufstelle für Antikraker, die sich Unterstützung wünschen, eingerichtet.
Mit „Leegstand zonder Zorgen“ gibt es eine niederländische Reportage zum Thema Antikraak.